# 수전 스트래스버그
수전 스트라스버그(Susan Strasberg, 1938년 5월 22일 ~ 1999년 1월 21일)는 미국의 배우이다.